# Грушувато-Криничне
Грушува́то-Крини́чне — село в Україні, у Синельниківському районі Дніпропетровської області. Входить до складу Раївської сільської громади. Населення за переписом 2001 року становить 192 особи. 

## Історія
До 2017 року орган місцевого самоврядування - Новогнідська сільська рада.
12 червня 2020 року, відповідно до розпорядження Кабінету Міністрів України № 709-р від «Про визначення адміністративних центрів та затвердження територій територіальних громад Дніпропетровської області», увійшло до складу Раївської сільської громади.
19 липня 2020 року, в результаті адміністративно-територіальної реформи та ліквідації   Синельниківського (1923—2020) району, село увійшло до складу новоутвореного Синельниківського району.

## Географія
Село Грушувато-Криничне знаходиться на лівому березі річки Ворона, яка через 3 км впадає в річку Дніпро, вище за течією на відстані 1,5 км розташоване село Суха Калина, на протилежному березі - село Воронівка (Дніпровський район). До села примикає масив садових ділянок.

## Археологія
В околицях села Грушуватого-Криничного виявлено пізньопалеолітичну стоянку.

## Релігія
В селі знаходиться Храм Різдва Пресвятої Богородиці ПЦУ.

## Інтернет-посилання
- Погода в селі Грушувато-Криничне [Архівовано 20 грудня 2011 у Wayback Machine.]